# Volume de Hubble
Em cosmologia, o volume de Hubble, ou esfera Hubble, é a região do universo circundante a um observador para além do qual objectos se afastam do observador a um ritmo maior do que a velocidade da luz, devido à expansão do universo.
O  raio comóvel da esfera  Hubble é {\displaystyle c/H_{0}}, onde {\displaystyle c} é a velocidade da luz e {\displaystyle H_{0}} é a constante de Hubble.  Mais geralmente, o termo "volume de Hubble" pode ser aplicado a qualquer região do espaço com um volume de ordem {\displaystyle (c/H_{0})^{3}}.
O termo "volume de Hubble" também é freqüentemente (mas erroneamente) usado como um sinônimo para o universo observável, o último é maior que o volume de Hubble.